# رافائل گارسیا (بازیکن فوتبال، زاده ۱۹۹۳)
رافائل گارسیا (انگلیسی: Rafael Garcia؛ زادهٔ ۲۷ سپتامبر ۱۹۹۳) بازیکن فوتبال اهل اسپانیا است.
از باشگاه‌هایی که در آن بازی کرده‌است می‌توان به باشگاه فوتبال آلمانیا آخن اشاره کرد.